# スー・ルイチー
スー・ルイチー（中: 苏芮琪、英: Su Ruiqi、朝: 수루이치 (소예기)、2000年8月20日 - ）、中国の歌手、ダンサー、ラッパー。女性アイドルグループ・ChicChiliのメンバー。現在は主に、ソロとして活動しているアーティストである。Sony Music Entertainment China所属 。レコード会社はソニー・ミュージックレーベルズ。身長は164 cm 、血液型はB型。

## 来歴
2000年8月20日、中国四川省成都にて誕生。
2015年、ETM活力時代の練習生になる。
2017年7月、ETM OrangEのメンバーに選ばれた。(解散済) 初代チームリーダーであり、ポジションはラッパー、リードダンサーである。
2018年2月、ETM氧氣少女計畫のメンバーになる。(解散済)
2018年春、中国の映像制作会社であるテンセントビデオが放送する「創造101」に自身初のオーディション番組として出演。最初の順位では78位だったものの最終順位は25位を記録。
2018年9月、その後創造101でセンターを務めた李子璇、後に同じグループのメンバーになる刘人语、現在は俳優女優活動をしている吴芊盈と共に創造101の派生ユニット「发光少女(Shiny Girls)」として一ヶ月間活動を行った。
2018年11月、5人組アイドルグループChic Chiliのメンバーとしてデビュー ポジションはリーダー、ラッパー、ダンサー。しかしグループで活動する事が2020年から徐々に少なくなっていき、ルイチー自身もソロで活躍する事が多くなりこれ以上活発に活動する確率は低いとされている。
2020年春、テンセントビデオ制作のオーディション番組「創造営2020」に練習生として参加。最終順位は11位。 前回のデビューメンバーの人数は上位11人となっており、前回出たオーディション番組であればデビュー出来ていたはずだが、今回の「創造営2020」ではデビューメンバーが上位7人と、前回よりも4人少ない構成になっている為デビューにはあと少しのところで届かなかった。
2021年、Mnetが主催するオーディション番組「Girls Planet 999」にCグループの参加者として出演。オーディション番組に出演するのはこれで3回目である。ファイナルまで残ったものの惜しくもKep1erのメンバーには選ばれなかった。最終順位は13位 最高順位はCグループ内2位。
ガルプラが終わった現在は、ソロ活動を中心にしている。自身がガルプラ内で披露した曲のダンス動画をSNSにアップ、2021年12月にはソロ曲の「燎」をリリースなどと活躍の幅を広げている。

## 人物
趣味はゲーム。
MBTIはENTJ。
中国の少数民族である回族出身。
SUPER JUNIORのファンである。
オーディション番組 Girls Planet 999(以下:ガルプラ)のCグループのパロナヤガール(ガルプラのシグナルソングである「O.O.O」の曲中に出てくる歌詞「パロナヤ」の時ルイチーのみが単体で映り、トランプを投げた事に由来する)。
自身の微博のフォロワー数は362万人(2021年8月現在)で元SMAPのメンバーである木村拓哉の微博のフォロワー数256万人(2021年8月現在)を上回っている。

### エピソード
中国の倍率の高い超難関校「中国伝媒大学」の大学推薦一次を合格したものの、二次試験はガルプラの撮影と重なってしまい大学受験を諦めてしまった。

## ディスコグラフィ

### 中国

#### シングル・配信曲
| No. | 発売日         | タイトル                        | 備考                                           |
| --- | -------------- | ------------------------------- | ---------------------------------------------- |
| 1   | 2018年12月11日 | 冰雪節                          | League of Legendsファンソング                  |
| 2   | 2019年08月27日 | 在成都                          | 初のオリジナルシングル                         |
| 3   | 2019年11月15日 | 在蜀中                          | -                                              |
| 4   | 2020年09月28日 | 大街小巷 (猛追湾城市更新推广曲) | 成都 猛追湾再開発プロモーションソング          |
| 5   | 2020年12月18日 | 极光之城 (City Surprise)        | 城市惊喜(City Surprise)チャレンジ テーマソング |
| 6   | 2021年06月24日 | 摘星 (Seize the Light)          | -                                              |
| 7   | 2021年12月14日 | 燎 (Phoenix)                    | -                                              |
| 8   | 2022年09月07日 | 小行星耳语 (All About You)      | 小行星耳語（All About You） MV                 |
| 9   | 2022年11月23日 | 主场游戏 (DOMAIN)               | 羅盤（Dance Version）MV ミニアルバム           |
| 10  | 2023年06月30日 | 月神 (Artemis)                  | 月神（Artemis） MV                             |
| 11  | 2023年08月20日 | 禁区 (TRAP)                     | 禁区（Trap） MV                                |
| 12  | 2023年10月25日 | 潮汐图鉴 (TIDEBRINGER)          | 太阳雨 (Sun Shower) MV ミニアルバム            |

#### OST
| No. | 発売日         | タイトル                                     | 収録曲                      | 備考 |
| --- | -------------- | -------------------------------------------- | --------------------------- | --- |
| 1   | 2020年11月04日 | -                                            | 向着光, 出发                | モバイルゲーム「QQ飞车」× ウルトラマンコラボ プロモーションソング (ゲームサウンドトラック)                                                          |
| 2   | 2022年07月04日 | 影視劇《愛情應該有的樣子》原聲帶             | 可樂霜淇淋 (Cola Ice Cream) | iQIYI『愛情應該有的樣子（Love The Way You Are/恋のあり方/ありのままの君に恋して）』OST (韓国ドラマ「よくおごってくれる綺麗なお姉さん」リメイク作品) |
| 3   | 2023年09月13日 | 星光为我而来（网剧《踮起脚尖靠近你》片头曲） | 星光为我而来                | Youku『踮起脚尖靠近你（Just Dance）』OST（主題歌）                                                                                                  |

#### コラボレーション / 参加作品
| No. | 発売日         | タイトル                                 | アーティスト                                                                       | 備考                                                                                      |
| --- | -------------- | ---------------------------------------- | ---------------------------------------------------------------------------------- | ----------------------------------------------------------------------------------------- |
| 1   | 2017年11月18日 | 咪咕圈圈                                 | ETM練習生グループ ETM OrangE 名義 刘人语 罗奕佳 张静萱 颜可欣 马兴钰               | アプリ咪咕圈圈 イメージソング 咪咕圈圈 MV                                                 |
| 2   | 2018年01月05日 | Touch the Sky                            | ETM Skies(ETMアイドル育成プロジェクト)名義 刘人语 罗奕佳 张静萱 颜可欣 马兴钰 俞梦 | ETMファミリーソング Touch The Sky MV                                                      |
| 3   | 2018年07月24日 | 一直一起                                 | ETM Girls(別名:ETM氧氣少女計畫)名義 刘人语 罗奕佳 张静萱 王雅凛 颜可欣 马兴钰      | 創造101を終えて、ETM所属の番組練習生7名からファンへの感謝ソング。ルイチーは作詞にも参加。 |
| 4   | 2018年08月08日 | 奕跑青春                                 | ETM Girls(別名:ETM氧氣少女計畫)名義 刘人语 罗奕佳 张静萱 王雅凛                    | 東風悦達起亜汽車SUV奕跑イメージソング 奕跑青春 MV                                         |
| 5   | 2018年08月20日 | 梦想时代（→Dream Time）                  | 刘人语 罗奕佳                                                                      | オンラインゲーム「QQ炫舞」シリーズテーマソング                                            |
| 6   | 2018年09月26日 | 发光少女 (Shiny Girl!)                   | 发光少女 名義 刘人语 吴芊盈 李子璇                                                 | innisfree/悅詩風吟少女精華イメージソング                                                  |
| 7   | 2018年11月19日 | Chic Chili                               | Chic Chili 名義 刘人语 罗奕佳 张静萱 吉利                                          | Chic Chiliデビューシングル                                                                |
| 8   | 2018年12月29日 | 冒險藍圖                                 | Chic Chili 名義 刘人语 罗奕佳 张静萱 吉利                                          | 「Chic Chili（Repackage）」に収録                                                         |
| 9   | 2019年01月23日 | 星耀秀                                   | ETMSkies(ETMアイドル育成プロジェクト)名義 ETMファミリー                            | ETMファミリーソング                                                                       |
| 10  | 2019年02月18日 | 星辰 Same(双生) (S&r)                    | Chic Chili S&R 名義 刘人语                                                         | Chic Chili派生ユニット デビューシングル Same (雙生) MV                                    |
| 11  | 2019年06月01日 | 淘氣堡                                   | Chic Chili 名義 刘人语 罗奕佳 张静萱 吉利                                          | 「淘氣堡 - Single」に収録                                                                 |
| 12  | 2022年01月21日 | 梦境感应（→ Dream Telepathy ）           | 刘人语                                                                             | デジタルシングル「夢境感應 - Single」に収録 梦境感应 MV                                   |
| 13  | 2022年03月01日 | 嘉奖 (Rewards)                           | 邓典（→dian deng）                                                                 | デジタルシングル「Rewards - Single」に収録                                                |
| 14  | 2022年03月02日 | 拱手拜拜 (2022川渝春晚新年推广曲)        | 冯提莫 李予溪 邓超元 阿达娃 左其铂(Roy Zuo)                                        | 「2022川渝春晚」番組プロモーションソング                                                  |
| 15  | 2023年03月23日 | 暗夜回忆录（→ Memoirs of a Dark Night ） | 初音ミク                                                                           | デジタルシングル「Memoirs of a Dark Night - Single」に収録 暗夜回憶錄 MV                  |

### 日本

#### 配信曲（日本限定曲）
| No. | 発売日         | タイトル                                                                   | 備考                                                             |
| --- | -------------- | -------------------------------------------------------------------------- | ---------------------------------------------------------------- |
| 1   | 2024年02月16日 | Brave The Darkness (DNF "The Breakthrough Girl" Anime ED Japanese version) | アニメ 中国版アラド戦記 『地下城与勇士 破界少女』日本放映版 ED曲 |

## 出演

### テレビ番組・ネット配信
- 創造101（2018年4月21日 - 6月23日、テンセントビデオ）
- 創造営2020（2020年5月2日 - 7月4日、テンセントビデオ）
- Girls Planet 999（2021年8月6日  - 10月22日、Mnet）

### イベント（日本）
- チャイナフェスティバル2024（2024年09月08日、東京・代々木公園イベント広場）[23][24]